# Cupuladria guineensis
Cupuladria guineensis is een mosdiertjessoort uit de familie van de Cupuladriidae. De wetenschappelijke naam van de soort is, als Cupularia guineensis, voor het eerst geldig gepubliceerd in 1854 door Busk.